# Бехтгайм
Бехтгайм (нім. Bechtheim) — громада в Німеччині, розташована в землі Рейнланд-Пфальц. Входить до складу району Альцай-Вормс. Складова частина об'єднання громад Воннегау.
Площа — 13,34 км2. Населення становить 1777 ос. (станом на 31 грудня 2020). Офіційний код - 07 3  31 006.

## Галерея

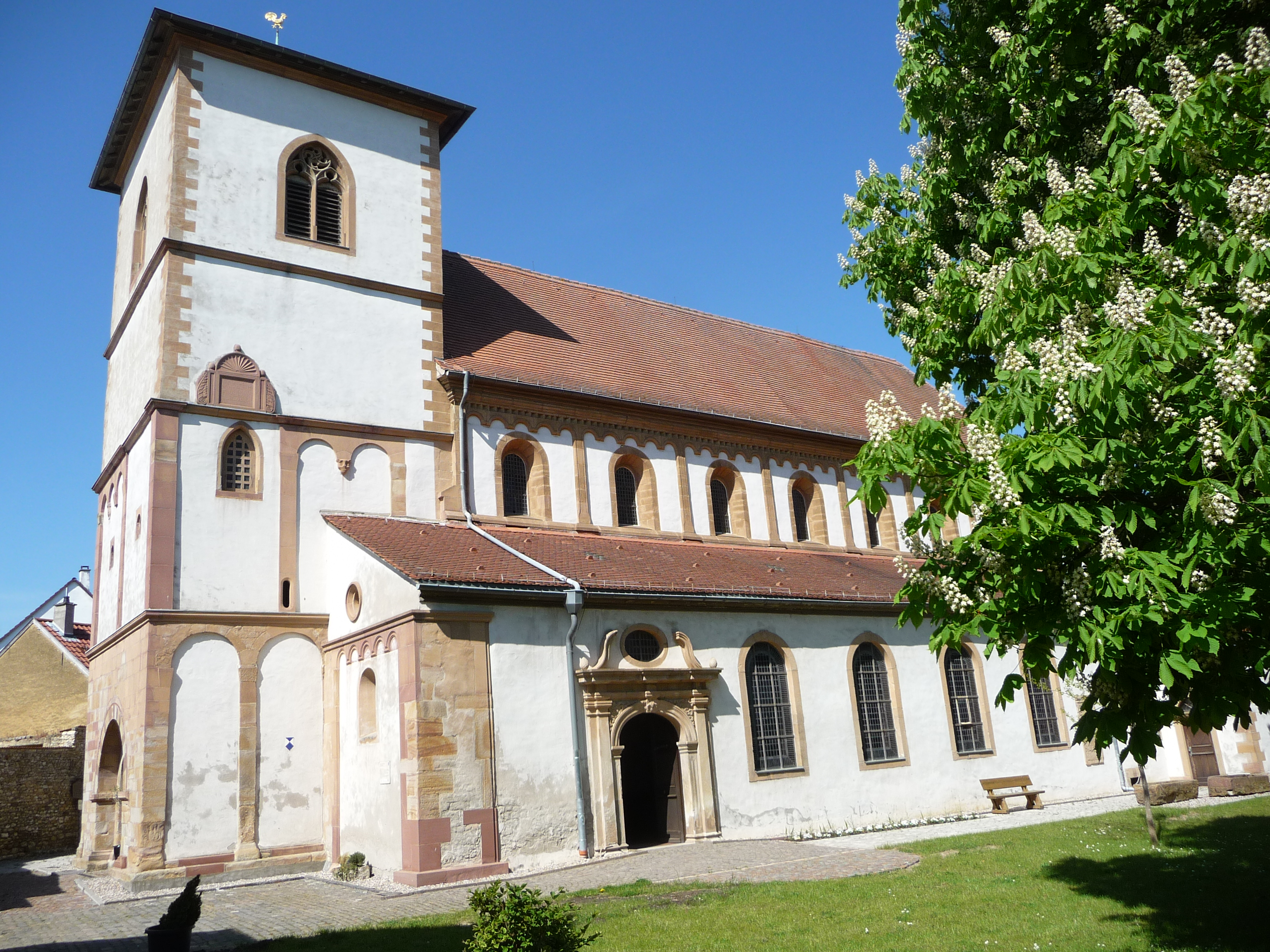
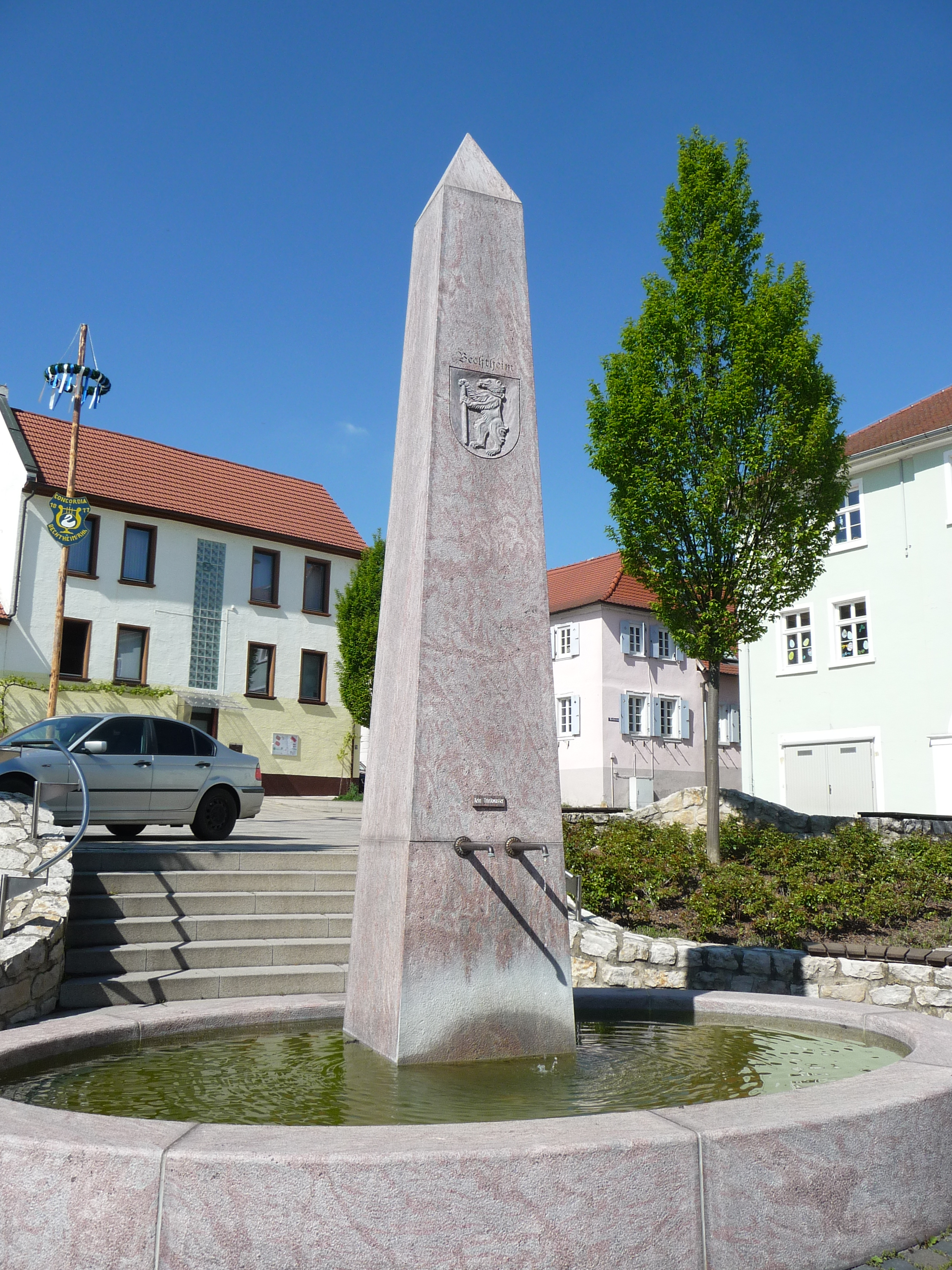